# Ituna lanassa
Ituna lanassa är en fjärilsart som beskrevs av Frederick DuCane Godman och Osbert Salvin 1897. Ituna lanassa ingår i släktet Ituna och familjen praktfjärilar. Inga underarter finns listade i Catalogue of Life.